# Aina Marmén-Sundborg
Aina Birgitta Marmén-Sundborg, född 22 mars 1899 i Göteborg, död 1973, var en svensk målare.
Hon var dotter till med. dent. Viktor Marmén och Hulda Höök och från 1931 gift med fil. lic. Folke Bertil Sundberg. Marmén-Sundborg studerade konst för Birger Simonsson, Carl Ryd och Tor Bjurström vid Valands målarskola i Göteborg. Därefter följe hon undervisningen som gavs av Othon Friesz och André Lhote i Paris samt för Per Krohg och Henrik Sørensen där Sørensen kom att betyda mest för hennes konstnärskap. Separat ställde hon ut i Göteborg och Borås och hon medverkade i ett stort antal grupp- och samlingsutställningar sedan 1928. Hennes konst består av porträtt, aktstudier, interiörbilder och landskap med motiv från Göteborg, Bohuslän och Skåne, Som illustratör medverkade hon i Göteborgs Handels- och Sjöfarts-Tidning. Marmén-Sundborg är representerad vid Göteborgs konstmuseum, Borås konstmuseum och Gävle museum.